# Капуанське князівство

Карта Італії, на якій показано князівство Капуанське у 1000.

41°10′00″ пн. ш. 14°17′00″ сх. д. / 41.1667° пн. ш. 14.2833° сх. д.
Капуанське князівство (лат. Principatus Capuae; італ. Principato di Capua) — лангобардська держава на півдні Італії, de facto незалежна, проте формально перебувала під різного роду сюзеренітетом Священної Римської імперії або Візантійської імперії.

## Походження
Стара антична Капуя була найбільшим римським містом на півдні. У період лангобардського панування в Південній Італії, Капуя була центром адміністративної одиниці Беневентського герцогства, яким управляли гастальди. Історичні джерела свідчать, що перша згадка про державність Капуї відноситься до часів правління гастальда Ландульфа I, який після убивства в 841 князя Беневентського Сікарда узурпатором Радельхізом I вирішив підтримата брата покійного — Сіконульфа. У 841 Капуя була повністю знищена сарацинами, яких найняв Радельхіз I. Ландульф I та його старший син Ландо I побудували неподалік нове укріплене місто, де і сьогодні розташована сучасна Капуя.
У 862 Пандо Жадібний офіційно проголосив незалежність Капуанського князівства.

## Союз з Беневенто
У 899 році Атенульф I переміг Радельхіза II та завоював Беневенто. Він проголосив неподільність об'єднаного князівства Капуї та Беневенто, впровадив інститут співправителів. Він почав планувати відвоювання італійських територій, завойованих раніше сарацинами, проте помер раніше ніж відбулась переможна Битва біля Гарільяно в 915 році. Його син Ландульф III продовжив політику батька та витратив багато зусиль для ослаблення візантійського впливу в Апулії та Кампанії. Його син Ландульф IV напав на Салернське князівство, проте був подоланий Гізульфом I.

## Правителі

### Гастальди і графи
Гастальди або графи були васалами князів Беневентських до 840 років, коли гастальд Ландульф почав боротися за незалежність, що викликало громадянську війну яка закінчилась здобуттям у кінці IX століття Капуєю незалежного статусу.
- 840–843 Ландульф I
- 843–861 Ландо I
- 861 Ландо II
- 861–862 Пандо
- 862-863 Панденульф, перший раз
- 863–879 Ландульф II
- 879-882 Панденульф, другий раз
- 882–885 Ландо III
- 885–887 Ланденульф I
- 887–910 Атенульф I
  - 901–910 Ландульф III, співправитель

### Князі
У 910 князівства Беневентське та Капуанське були об'єднані внаслідок завоювання Атенульфа та проголошені неподільними.
- 910–943 Ландульф III, співправитель з 901
  - 911–940 Атенульф II, співправитель
  - 940–943 Ландульф IV, співправитель
  - 933–943 Атенульф III, співправитель
- 943–961 Ландульф IV Червоний
  - 943–961 Пандульф I Залізна Голова, співправитель
  - 959–961 Ландульф V, співправитель
- 961–968 Ландульф V
- 961–981 Пандульф I Залізна Голова
  - 968–981 Ландульф VI, співправитель
- 981–982 Ландульф VI
- 982–993 Ланденульф II
- 993–999 Лайдульф
- 999 Адемар
- 999–1007 Ландульф VII
- 1007–1022 Пандульф II
  - 1009–1014 Пандульф III, співправитель
- 1016–1022 Пандульф IV "Абруццький вовк", перший раз
- 1022–1026 Пандульф V
- 1026–1038 Пандульф IV, другий раз
- 1038–1047 Гваймар
- 1047–1050 Пандульф IV, третій раз
- 1050–1057 Пандульф VI
- 1057–1058 Ландульф VIII

### Нормандські князі Капуї
- 1058-1078 Річард I
- 1078-1091 Жордан I
- 1091-1106 Річард II
  - 1092-1098 Ландо IV
- 1106–1120 Роберт I
- 1120 Річард III
- 1120-1127 Жордан II
- 1127-1156 Роберт II
  - 1135-1144 Альфонс, кандидат короля Сицилії Рожера II
  - 1144-1154 Вільгельм, кандидат короля Сицилії Рожера II

Князівство відійшло до Сицилійського королівства та стало апанажем молодших синів короля:
- 1155-1158 Роберт III
- 1166-1172 Генріх